# Kanin-Halbinsel
Die Kanin-Halbinsel (russisch Полуостров Канин) ist eine in die Barentssee hineinragende, zu Russland gehörende Halbinsel in Nordosteuropa.

## Geografie
Die Halbinsel liegt am nordöstlichen Ausgang des Weißen Meeres am Übergang zur Barentssee, einem Randmeer des Nordpolarmeers.
Im Westen grenzt sie an die Mesenbucht, ein Teil des Weißen Meeres, im Osten grenzt sie an die Tschoschabucht.
Sie erstreckt sich nördlich des Westteils des Nordrussischen Tieflands, in das sie im Süden übergeht, etwa in Nord-Süd-Richtung bis zum Kap Kanin an der nordwestlichen Spitze. Ihre Länge beträgt etwa 200 km, das Südende liegt 300 km nordöstlich der nordrussischen Großstadt Archangelsk.
Die höchste Erhebung auf der Kanin-Halbinsel sind die „Kanin-Berge“ mit bis zu 242 m Höhe. Die Pflanzenwelt ist tundraeigen. Die Jahresdurchschnittstemperatur am Kap Kanin beträgt −1,1 °C, die kältesten Monate sind Januar und Februar, die wärmsten Juli und August.

## Politik und Kultur
Sie gehört zum Autonomen Kreis der Nenzen.
Die Nenzen, die unter anderen in den Orten Schoina und Kija leben, betreiben Rentierzucht.